# 长春市十一高中
长春市十一高中（简称“十一高”或“十一中”），是吉林省首批办好的重点中学，位于吉林省长春市。建校于1925年。目前有两个校区。
其是长春“四大校”（东北师范大学附属中学，吉林大学附属中学，长春市十一高中，吉林省实验中学）之一。
2020年7月，入选为普通高中新课程新教材实施国家级“示范校”。

## 历史
长春市十一高中始建于1925年，1985年成功改制。1996年开始修建新校区（老校区位于北京大街2号），1998年迁入新校区（景阳大路2666号）至今已经成为长春市的知名高中。每年就近200人考入清华、北大等重点高校。现任校长为刘贵波，现任党委书记为杨天笑。

## 文化传统
- 校训：励志、拓能、健体、尚美（现为：立德、拓智、健体、尚美）
- 校歌：我永远的骄傲
- 学校精神：勤劳智慧
- 办学思路：树人教育
- 办学理念：树人固本，和而不同
- 治校方略：以人为本，以德治校，依法办学
- 校风：敬业、求实、合作、争先
- 教风：教能教法，教有特色
- 学风：勤学会学，学有特长
- 学校目标：全面建设具有学校特色、长春气质、中国灵魂、世界水平的文化高中

## 知名校友
- 李幼斌，中国大陆影视演员。
- 刘晓宇 (篮球运动员)， 篮球运动员，前中国国家男子篮球队成员。